# Rodrigo Amador de los Ríos y Villalta
Rodrigo Amador de los Ríos y Fernández-Villalta (Madrid, 3 de març de 1849 - Madrid, 13 de maig de 1917) va ser un advocat, arqueòleg i historiador espanyol. Va ser director del Museu Arqueològic Nacional d'Espanya i del Museo de Reproducciones Artísticas també a Madrid.

## Biografia professional
Fill de l'historiador i arqueòleg José Amador de los Ríos y Serrano, va cursar Filosofia i Lletres i Dret a la Universitat Central de Madrid i es va titular en l'Escola Superior de Diplomàtica. Ingressant posteriorment en el Cos Facultatiu d'Arxivers, Bibliotecaris i Arqueòlegs. Va entrar l'any 1868 com a ajudant al Museu Arqueològic Nacional i va ser nomenat director del mateix el 1911 càrrec en què va romandre durant sis anys, quan va ser nomenat director del Museu de Reproduccions Artístiques lloc que va ocupar fins a la seva defunció el dia 13 de maig de 1917.

Durant el seu mandat el museu Arqueològic va tenir obres de millores, que junt amb les donacions de la col·lecció del marquès de Cerralbo, les sales dedicades a l'Índia i Pèrsia, la Xina i el Japó i Oceania junt amb les de l'Extrem Orient van haver de modificar-se i ocupar els espais de dos locals que estaven destinats a oficines. El museu va continuar amb ingressos destacables publicats en la revista de l'any 1916 Adquisiciones del Museo Arqueológico Nacional en l'article de la qual José Ramón Mélida y Alinari recorda:
| « | En el temps que va exercir la direcció del Museu va augmentar les seves col·leccions amb 2.786 objectes, dels quals 643 van ingressar per donacions i els restants per adquisicions fetes amb els escassos fons de l'establiment o directament per l'Estat.... La col·lecció d'Antonio Vives Escudero, les peces procedents d'Itàlica, Clunia i Tiermes, o de la necròpoli de Gormaz, destaquen entre els ingressos d'aquests anys, al costat de la compra feta a Tomás Román Pulido de més de 250 exvots ibèrics, fíbules, ceràmica romana i peces àrabs. | » |

## Obres
- Burgos en España: Sus monumentos y artes, su naturaleza e historia, Barcelona, Tip. Edit.Daniel Cortezo, (1888).
- Murcia y Albacete en España: Sus monumentos y artes, su naturaleza e historia, Barcelona, Tip. Edit. Daniel Cortezo, (1889)
- Santander en España: Sus monumentos y artes, su naturaleza e historia, Barcelona, Establecimiento Tipográfico “Artes y Letras”, (1891)
- Huelva en España: Sus monumentos y artes, su naturaleza e historia, Barcelona, Establecimiento Tipográfico “Artes y Letras”, 1891.
- La leyenda del rey Bermejo Barcelona, Biblioteca Arte y Letras, (1890)
- El castillo de Pioz en la provincia de Guadalajara, La Ilustración Española y Americana, nº XXXIX, Madrid, 15 de septiembre de 1899.
- El anfiteatro de Itálica: memoria de los trabajos practicados en 1915, Madrid, Junta Superior de Excavaciones Y Antigüedades, (1916)
- Excavaciones en Toledo: memoria de los resultados obtenidos en las exploraciones y excavaciones practicadas en 1916, Madrid, Junta Superior de Excavaciones Y Antigüedades, (1917)